# Wasserburg Tagmersheim
Die Wasserburg Tagmersheim war eine Wasserburg, die 1523 zerstört wurde und heute nur noch in Geländespuren sichtbar geblieben ist. Tagmersheim ist heute eine Gemeinde im schwäbischen Landkreis Donau-Ries.

## Geschichte der Wasserburg

Wappen derer von Otting

Die Wasserburg Tagmersheim war Sitz der Hofmarkschaft Tagmersheim. Die „Edlen“ von Otting, benannt nach Otting, herrschten über die Region nachweislich seit Beginn des 14. Jahrhunderts und waren mit zahlreichen Privilegien ausgestattet, bis sie verarmten. Die Burg war 1523 im Besitz der Witwe des Karl von Thüngen aus der Familie von Otting und wurde am 22. Juli niedergebrannt. Die Burg wurde nicht wieder aufgebaut, heute ist der Standort der Burg im Zentrum des Dorfes überliefert und als Geländespuren im Ansatz erkennbar. Das Geschlecht der Otting starb 1578 mit Moritz Heinrich im Mannesstamm aus. Sein Epitaph befindet sich in der Tagmersheimer Kirche.
Noch im 16. Jahrhundert wurde an anderer Stelle von Wolf Lorenz Walrab von Hautzendorf im Ort ein Schloss errichtet und die Verwaltung der Hofmark weitergeführt.

### Das Schicksalsjahr 1523
In der Mitte des 16. Jahrhunderts entführte der Raubritter Hans Thomas von Absberg Kaufleute auf ihren Handelsreisen und verlangte ein hohes Lösegeld für ihre Freilassung. Er suchte sich Verbündete, die ihn bei seinen Raubzügen unterstützten, auf deren Burgen er sich bei Gefahr flüchten konnte und auf denen er seine Geiseln verstecken konnte. Auch Karl von Thüngen unterstützte ihn bei seiner Fehde. 1523 sandte der Schwäbische Bund schließlich seine Truppen aus, um insgesamt 23 „Raubnester“ dem Erdboden gleichzumachen. Die Truppen des Bundes, die aus 10.000 Fußsoldaten und 1.000 Reitern bestanden, führten 100 Kanonen und 30 Büchsen mit 900 Zentner Schwarzpulver als Bewaffnung mit sich. Am 22. Juli 1523 erreichten sie die Burg Tagmersheim und zerstörten sie vollkommen, um so eine Rückkehr derer von Thüngen zu verhindern.

## Der Holzschnitt des Hans Wandereisen
Hauptartikel: Wandereisen-Holzschnitte von 1523

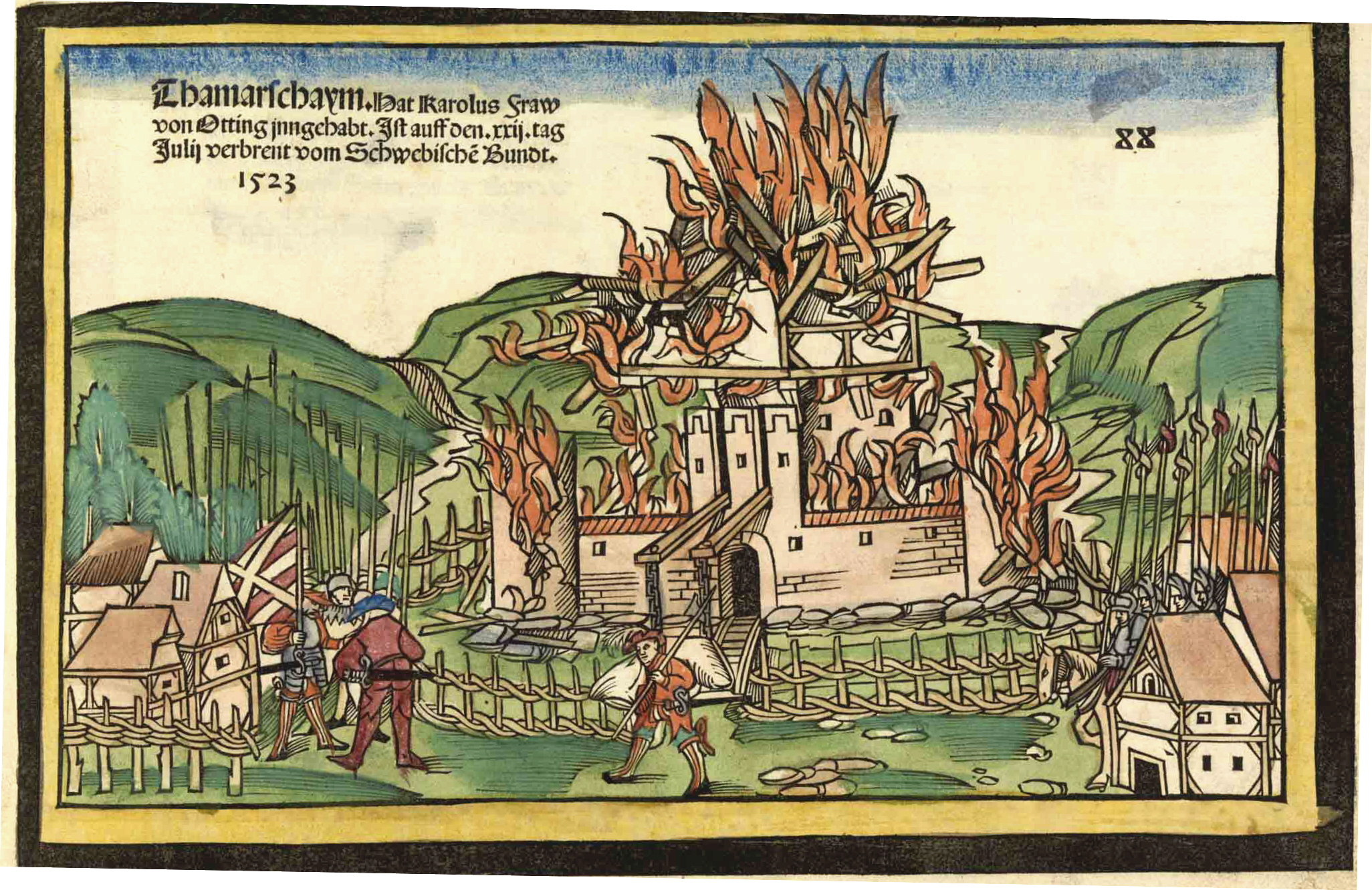
Die Zerstörung der Burg 1523

Die Inschrift auf dem nachträglich kolorierten und beschrifteten Holzschnitt des Hans Wandereisen lautet: „XX. Thamarschaym hat Karolus Fraw von Otting jnngehabt. Ist auff den. XXII. tag Julij verbrent vom Schwebische(n) Bundt. 1523“ Die Burganlage ist dominierend dargestellt. Von einem geflochtenen Zaun, einem Wassergraben und einer Burgmauer umgeben liegt sie in der Dorfmitte. Über eine Zugbrücke, die durch zwei Holzbalken bewegt werden kann, für die in der darüber liegenden Mauer Aussparungen zu erkennen sind, gelangt man in den inneren Burghof. Die Konstruktion der Zugbrücke bezeichnet man als Schwungrutenbrücke. Der Blick auf sie ist durch die Burgmauer versperrt, die an jeder der zwei sichtbaren Ecken einen Turm besitzt. Palas und Bergfried sind nicht zu unterscheiden, da das Hauptgebäude bereits zusammenfällt. Die bündischen Truppen bestehen aus 7 Reitern am rechten und 17 Landsknechten am linken Bildrand. Dort unterhält sich der Hauptmann, der dem Betrachter den Rücken zuwendet, mit einem höheren Offizier. In der Bildmitte ist ebenfalls ein Offizier aufgrund seiner Kleidung zu erkennen.